# Субботин, Александр Михайлович (политик)
Александр Михайлович Субботин (бел. Аляксандр Міхайлавіч Субоцін, род. 23 мая 1976, Руба, Витебский район, Белорусская ССР, СССР) — белорусский  государственный деятель Заместитель премьер-министра с июля 2020 по декабрь 2021 года. Председатель Витебского областного исполнительного комитета с 13 декабря 2021 года. Доктор биологических наук, профессор.

## Биография
Родился 23 мая 1976 года в г.п. Руба Витебского района. В 1998 году окончил Витебскую государственную академию ветеринарной медицины по специальности «Ветеринарная медицина» (квалификация «Врач ветеринарной медицины»). В 2000 году окончил Международный институт менеджмента (МИМ-Беларусь) по специальности «Международные экономические отношения» (квалификация «Экономист-менеджер»).
В 2001 году окончил аспирантуру по специальности «Паразитология» в Витебской государственной академии ветеринарной медицины. С 2001 по 2002 годы являлся ассистентом кафедры паразитологии и инвазионных болезней животных. Кандидатскую диссертацию на тему «Гельминты собак Беларуси и меры борьбы с ними» защитил в 2002 году (научный руководитель – профессор Н.Ф. Карасев). С 2002 по 2003 годы работал ассистентом кафедры зоологии Витебской государственной академии ветеринарной медицины. С 2003 по 2006 годы работал доцентом кафедры зоологии, с 2005 по 2006 годы — заместителем декана факультета ветеринарной медицины Витебской государственной академии ветеринарной медицины.
В 2006—2009 годах был докторантом кафедры паразитологии и инвазионных болезней животных Витебской государственной академии ветеринарной медицины. В 2011 году защитил докторскую диссертацию по теме «Паразитарные системы диких копытных и плотоядных и основы профилактики паразитозов на территории Беларуси» (научный руководитель – профессор А.И. Ятусевич).
С 2009 по 2012 годы работал доцентом кафедры зоологии, с 2009 по 2010 годы — начальником научного отдела Витебской государственной академии ветеринарной медицины. С 2010 по 2012 годы работал проректором по научной работе академии. В 2012—2014 годах был первым проректором академии, в 2015 году работал в Витебской государственной академии ветеринарной медицины профессором при кафедре. В 2013 году вместе с супругой получают патент на кормовую добавку для сельскохозяйственных животных.
С 2014 года являлся заместителем начальника главного экономического управления администрации Президента Республики Беларусь. В 2015 году назначен заместителем Министра сельского хозяйства и продовольствия Республики Беларусь — директором Департамента ветеринарного и продовольственного надзора Республики Беларусь.
С 2015 года являлся генеральным секретарем Региональной комиссии по Европе Международного эпизоотического бюро.
С 2017 года по сентябрь 2018 года занимал должность помощника Президента Республики Беларусь — инспектора по Витебской области.
С сентября 2018 года по январь 2020 года был членом Коллегии (министр) по промышленности и агропромышленному комплексу Евразийской экономической комиссии.
16 марта 2020 года назначен помощником Президента Республики Беларусь — инспектором по Могилёвской области.
4 июля 2020 года назначен заместителем Премьер-министра Республики Беларусь.
13 декабря 2021 года назначен председателем Витебского областного исполнительного комитета.

## Награды и премии
- третья премия Специального фонда Президента Республики Беларусь за работу с талантливой молодежью (2006);
- премия Витебского областного исполнительного комитета талантливым молодым ученым (2010);
- стипендия Президента Республики Беларусь талантливым молодым ученым (2011);
- почётная грамота Департамента ветеринарного и продовольственного надзора Министерства сельского хозяйства и продовольствия Республики Беларусь (2011);
- почётная грамота Министерства сельского хозяйства и продовольствия Республики Беларусь (2013);
- медаль «За вклад в развитие Евразийского экономического союза» (29 мая 2019 года, Высший совет Евразийского экономического союза)[13].